# 루이 롤리스
루이 롤리스(Louie Lawless, 1952년 8월 1일 ~ )는 캐나다의 배우이다.
브리티시컬럼비아주 펜틱턴에서 태어났다. 여러 영화 제작에 참여했으며 1994년 캐나다로 돌아온 뒤 20년 넘게 영화 제작에 참여했다.

## 영화
- 다이너소어의 행성 (1978년)[1]
- 유괴 2(Abducted II: The Reunion, 1994년)[2]
- 파운드 (2012)